# William Steinohrt
William John Steinohrt (Chicago, 19 maart 1937) is een Amerikaans componist, muziekpedagoog en dirigent.

## Levensloop
Steinohrt studeerde aan de Universiteit van Illinois in Champaign-Urbana en behaalde daar zijn Bachelor of Music. Hij wisselde aan de Universiteit van Hawaï in Manoa en behaalde zijn Master of fine arts. Aan de Universiteit van Noord-Texas in Denton (Texas) promoveerde hij tot Ph.D. (Philosophiæ Doctor) in compositie. 
Daarna werkte hij als muziekleraar aan de openbare scholen op Hawaï om later als professor aan de Wright State University in Dayton (Ohio) te wisselen. Aan deze universiteit werkte hij 25 jaren en dirigeerde ook orkesten en harmonieorkesten. In 1978 werd hij dirigent van het Dayton Philharmonic Youth Orchestra en bleef in deze functie tot 1995. Hij was ook contrabassist in het Dayton Philharmonic Orchestra.
Als componist schreef hij voor verschillende genres en kreeg vele prijzen en onderscheidingen, zoals in 1979 Contest Winner van de Staatsuniversiteit van Indiana in Terre Haute.
Hij huwde met Frances Quint.

## Composities

### Werken voor orkest
- Celebration Overture
- Derivations
- Overture Allegro
- The Remembrance

### Werken voor harmonieorkest
- 1975 Aries
- 1975 Pisces
- 1989 On the Wings of Eagles
- 2001 Menehune March
- Taurus
- Wright State University Fight Song

### Kamermuziek
- Procession and Festival, voor eufonium
- Te Datsalis, voor fagot en piano
- Three Movements, voor dwarsfluit, klarinet en fagot
- Synthesis, voor blazerskwintet, piano en contrabas

### Werken voor slagwerk
- 2000 Three Notions, voor marimba
- 2003 Opposing Forces, voor slagwerk-ensemble
  1. Prelude
  2. In Memoriam
  3. Interlude
  4. Collage/Finale
- Dance, voor slagwerk solo
- Two Movements for Mallets
- Two Movements for Mallets II